# Centre tchèque

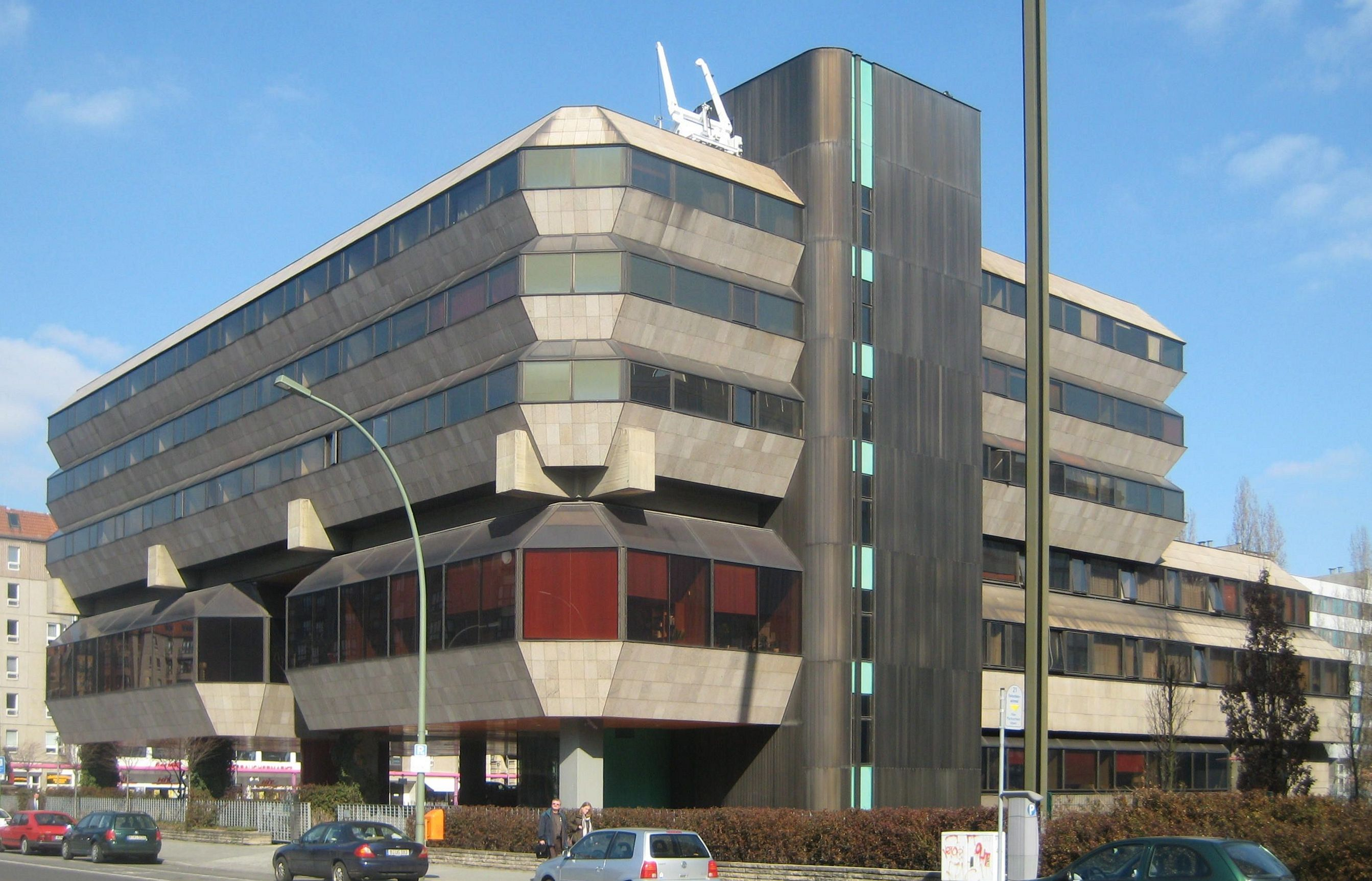
Bâtiment du Centre tchèque de Berlin.

Les Centres tchèques (tchèque : Česká Centra, anglais : Czech Centres) sont une organisation gouvernementale fondée par le ministère tchèque des affaires étrangères qui a pour objectif le développement culturel, éducatif, commercial et touristique de la république tchèque à l'étranger.

## Implantation
Les Centres tchèques comptent 28 succursales sur 4 continents :
- Allemagne - Berlin, Dresde, Munich
- Viêt Nam - Hanoï
- Grèce - Athènes
- Autriche - Vienne
- Belgique - Bruxelles
- Bulgarie - Sofia
- Espagne - Madrid
- États-Unis - New York
- France - Paris
- Hongrie - Budapest
- Italie - Rome, Milan
- Japon - Tokyo
- Corée du Sud - Séoul
- Pays-Bas - La Haye, Rotterdam
- Pologne - Varsovie
- Roumanie - Bucarest
- Royaume-Uni - Londres
- Russie - Moscou
- Slovaquie - Bratislava
- Suède - Stockholm
- Tchéquie - Prague (siège)
- Taïwan - Taipei
- Ukraine - Kiev
- Serbie - Belgrade